# محمود عمروف
محمود عمروف (انگلیسی: Makhmud Umarov; ۱۰ سپتامبر ۱۹۲۴ – ۲۵ دسامبر ۱۹۶۱) ورزشکار ورزش تیراندازی اهل اتحاد جماهیر شوروی سوسیالیستی بود.
وی در مسابقات کشوری و بین‌المللی در مجموع برندهٔ ۳ مدال طلا، ۳ مدال نقره شده‌است.